# Tapinocaninus
Tapinocaninus es un género extinto de sinápsido de la familia Tapinocephalidae. Era un herbívoro, de los primeros que se conoce existieron en Sudáfrica. Su cráneo medía más de 50 cm y pudo medir tres metros de longitud.